# Andrea di Giovanni
Andrea di Giovanni (Orvieto, XIV secolo – XV secolo) è stato un pittore italiano.

## Biografia
Attivo dal 1378 al 1424, fu decoratore del duomo di Orvieto e autore di pregati affreschi delle volte del duomo.
Sempre nel duomo, nel coro si conservano altri suoi affreschi eseguiti assieme a Cola Petruccioli.
Nel 1402 realizzò un quadro per la chiesa di Sant'Egidio a Cornato.
Nel 1410 a Orvieto lavorò per la chiesa di San Ludovico, eseguendo una Strage degli innocenti.
La sua più celebre opera è la Madonna della Porta dei Canonici (1412).
Con la collaborazione di Bartolomeo di Pietro si attivò come mosaicista nel 1417, nei restauri della facciata del duomo orvietano.